# Nicole Ward Jouve
Nicole Ward Jouve (née en 1938) est une écrivaine et critique littéraire français, qui écrit en français et en anglais. 

## Biographie
Pendant la majeure partie de sa carrière, Ward Jouve a vécu et travaillé en Angleterre. Elle est professeure émérite de littérature à l'Université d'York.
Ward Jouve a été influencée par des critiques littéraires français tels que Roland Barthes, Julia Kristeva, Luce Irigaray et Hélène Cixous. Elle écrit en français, avant de se traduire en anglais,.

## Ouvrages
- Le spectre du gris, Paris, éditions des Femmes, 1977, traduit en anglais : Shades of Grey, Londres, Virago, 1981[4].
- Baudelaire : A Fire to Conquer Darkness, Londres, Macmillan, 1979.
- L'entremise, Paris, Des femmes, 1980.
- Un homme nommé Zopolski, Paris, Des femmes, 1983[5].
- The Street-cleaner : The Yorkshire Ripper Case on Trial, Londres, Boyars, 1986.
- Colette, Bloomington, Indiana University Press, 1987.
- White Woman Speaks with Forked Tongue: Criticism as Autobiography, Londres ; New York, Routledge, 1991.
- avec Sue Roe, Susan Sellers (en) et Michèle Roberts (en), The Semi-Transparent Envelope: Women Writing, Feminism and Fiction, Londres, Boyars, 1994.
- The house where salmon perched, Londres, Rear Window, 1994.
- Female Genesis: Creativity, Self and Gender, Cambridge, Polity, 1997,
- Petits moments d'une femme qui rêvait d'être poète, Paris, Le préau des collines, 2005. (avec des photographies de Jacques Le Sanff).